# Dacrycarpus cumingii
Dacrycarpus cumingii — вид хвойних рослин родини подокарпових.
Видовий епітет вшановує збирача рослин Кумінга (H. Cuming), який зібрав зразки, на яких опирався оригінальний опис виду.

## Опис
Дерево 8-25 м заввишки, до 18-75 см діаметром. Кора лущиться на маленькі пластинки чи стрічки, коричнева, вивітрюючись стає сірою. Пилкові шишки до 20—30 мм довжиною і 2—3 мм шириною. Стиглі вмістилища насіння червонуваті.

## Поширення, екологія
Країни поширення: Індонезія (Суматра); Малайзія (Саравак); Філіппіни. Населяє моховий ліс. Клімат прохолодний і вологий і туман огортає гори багато часу. Найнижче записаний на з 1600 м, найвище 3300 м над рівнем моря поруч з лінією дерев. Та же ростуть Dacrycarpus imbricatus, Agathis, Sundacarpus amarus.

## Використання
Цей вид може вирости з високе лісове дерево і такі зразки дають цінну деревину, але це, як правило, менше, і росте на великій висоті, де видобуток деревини є більш важким.

## Загрози та охорона
Збезлісення, дуже ймовірно, скоротили площу житла і чисельність цього виду, де це мало місце на більш низьких висотах. Цей вид присутній в ряді охоронних територій. Цей вид присутній в англ. Gunung Leuser National Park на Суматрі. На Філіппінах був виявлений в англ. Mt. Data National Park і англ. Mt. Apo Natural Park.